# طب الأسنان الشرعي
طب الأسنان الشرعيّ أو طب الأسنان العدليّ هو تطبيق المعرفة من مجال طب الأسنان على القوانين المدنيّة والجنائية التي تفرضها وكالات الشرطة ضمن جهاز العدالة الجنائي. يقوم أطباء الأسنان الشرعيون بمساعدة وكالات التحقيق على تحديد البقايا المستخرجة من جثة إنسان ما، بالإضافة إلى تحديد هوية جثة كاملة أو جثة مجزأة. قد يُطلَب من أطباء الأسنان الشرعيين المساعدة في تحديد العمر، العِرق، المهنة، التاريخ السنيّ (ماضٍ ذو علاقة بعلاج الأسنان)، المكانة الاقتصادية والاجتماعية لشخصٍ مجهول الهويّة. يمكن التحديد بالمقارنة بين السجلات السنّية (سجلات طب الأسنان) قبل وبعد الوفاة واستخدام الميزات الفريدة التي تظهر واضحة في الصورة الشعاعيّة.
طب الأسنان الشرعي أو علم الأسنان الشرعي هو معالجة، فحص وتقييم دليل ذي علاقة بالأسنان بشكل صحيح، الذي سوف يُقدَّمُ فيما بعد لخدمة العدالة. الأدلة والاستنتاجات التي يمكن استنباطُها من الأسنان هي العُمر (في حالة الأطفال)، وهوية الشخص الذي تعود الأسنان له. ويتمّ هذا باستخدام سجلّات الأسنان التي تشمل صورًا شعاعيّة، صورًا قبل وبعد الوفاة ومعلومات عن الحمض النووي. علم الأسنان الشرعي (Forensic Odontology) هو مصطلح ينحدر من اللغة اللاتينية، ويعني مدوّنة يُناقَش فيها كل الأمور القانونية.
النوع الآخر من الأدلة هو آثار العضّ، سواء كانت على الضحية (من قِبَل المعتدي)، أو على مرتكب الجريمة (من قِبَل الضحيّة المعتدى عليها –دفاعًا عن النفس-)، أو على أي غرض موجود في مسرح الجريمة. آثار العضّ عادة ما توجد على الأطفال الذين يتعرضون لسوء المعاملة.
أطباء الأسنان الشرعيون مسؤولون عن ستّة أمور رئيسة في مجال عملهم وهي:
- تحديد هوية أشلاء جثة إنسان عُثِرَ عليها.
- تحديد الهويات في الوفيّات الجماعية.
- تقييم الجروح الناتجة عن العضّ.
- تقييم حالات سوء المعاملة/ الاعتداء (مثلًا على الأطفال، الأزواج، أو المسنّين).
- القضايا المدنية التي كان فيها نوع من الإهمال، أو سوء التصرف (التصرف من دون مهنيّة).
- تقدير الأعمار.

## التدريب

### أستراليا
برامج دبلوم دراسات عليا لأطباء الأسنان متوفرة في جامعة "ملبورن"(The University of Melbourne)، جامعة «أستراليا» الغربية،
وجامعة "أديلايد".

### المملكة المتحدة (بريطانيا)
بعد إلغاء دورة تعليم الماجستير في جامعة «غلامورغان» (University of Glamorgan)، افتُتِحَت دورة تعليم ماجستير منفردة في المملكة المتحدة، وهي في جامعة «دوندي» (جامعة دندي) في "سكوتلاندا"، حيث القبولُ حاليًا محدود جدًا

## خلفيّة

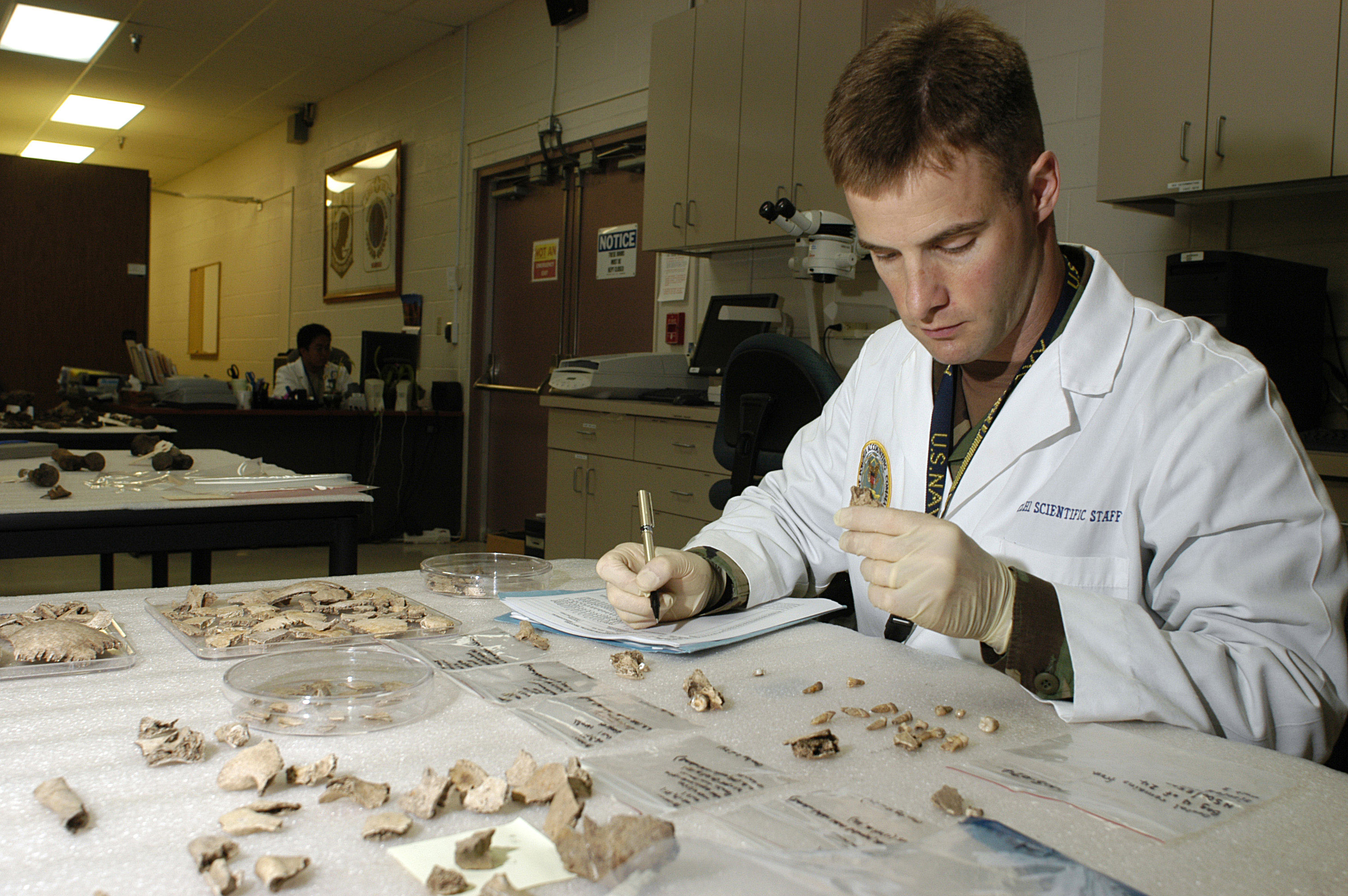
طبيب أسنان شرعي

علم الأسنان الشرعيّ هو دراسة تطبيقات طب الأسنان في الإجراءات القانونية. يغطي الموضوع مجالات واسعة من المواضيع المختلفة، منها: تحديد هوية الفرد، تحديد هويات في وفيّات جماعيّة، تحليل آثار العضّ. يمكن أن تكون دراسة علم الأسنان في قضية قانونية دليلًا للاتهام بجريمة أو جانبًا جدليًا واسعًا.
حدثت في التاريخ قضايا استُفيدَ بها من آثار العضّ دليلًا. تُشاهد آثار العضّ عادةً في قضايا التحرش الجنسي، القتل، الاعتداء على الأطفال، وقد يكون عاملًا هامَّا يؤدي إلى الإدانة. غالبًا ما يكون العض علامةً على الجاني الذي يحاول إهانة الضحية والسيطرة عليه سيطرةً تامّة.
آثار العضّ يمكن إيجادُها في أي مكان في الجسد، وخاصة على الأنسجة اللحميّة الرخوة، مثل البطن والمؤخرة. بالإضافة لهذا فإنّ آثار العض قد توجد على أغراض موجودة في مسرح الجريمة. آثار العضّ تُكتشف بالعادة على المتّهم عندما يحاول الضحية الدفاع عن نفسه.

## قضايا جنائية جذبت اهتمام العامّة
لعبَ علم الأسنان الشرعي دورًا هامًا في قضايا جنائية مشهورة:
في عام 1692، خلال محاكمات السحر في سالم، تعرض (جورج بوروغس) لتهمة الشعوذة والتآمر مع الشيطان، وكان أثر العضّ على ضحاياه دليلًا على جرائمه. قورنت آثار عضّاته وعضّات أشخاص آخرين بآثار عضّات الضحايا. وافق الحُكّام بكل سهولة على أنّ آثار العض يمكن اعتبارها دليلًا، وكانت تلك المرّة الأولى في الولايات المتحدة التي تُستخدم فيها آثار العضّ دليلًا لحلّ الجريمة. لاحقًا تمّت محاكمة جورج وإعدامه. بعد هذا الحكم بعقدين قامت الولاية بتبرئته وقامت بتعويض أولاده بسبب الإعدام الخاطئ.
في عام 1870، اشتُبِه بـ (أنسيل روبينسون) بقتل عشيقته. عُثِرَ على خمس عضّات على ذراعها واتُّهِمَ بقتلها، ثمّ تمّت تبرئته رغم حقيقة وجود دليل آثار عض على ذراع الضحية تطابقت مع أسنانه.
لم يكن دليل آثار العضّ قويًا ومأخوذًا به، ولكن في عام 1890 تقريبًا بدأ الاعتراف بدليل أثر العضة في المجال العلمي. يُعتقد أنّ تاريخ آثار العض المعاصر قد بدأ في «سوروب» (Sorup)، ففي عام 1924 تم في «سوروب» استخدام ورق شفاف حيثُ يطبع عليها المتهم عضّته لتسلم وتقارَن مع صورة بحجم طبيعي لآثار العض. في عام 1930، في «كيبِك، كندا»، تمّ قتل رضيع وكانت تلك أول قضية يكون فيها أثر العض دليلًا واضحا على الجلد.
إحدى القصص الأولى التي كان فيها إدانة اعتمادًا على آثار العض كانت قضية (غورينج) عامَ 1948، حيثُ استخدم عالم الأمر (كيث سمبسون) آثار العض على ثدي الضحية لتأكيد إدانة (روبرت غرينج) بقتل زوجته (فيليس).
قضية أخرى كانت قضية (دويل) ضد (ستيت) في «تكساس» عام 1954. كانت علامة العض في هذه القضية على قطعة جبنة عُثِر عليها في مسرح الجريمة في عملية سطو. طٌلِبَ فيما بعد من المدّعى عليه أنّ يعض على قطعة جبنة أخرى من أجل المقارنة. قام لاحقًا فاحص الأسلحة النارية وطبيب أسنان بتقييم الآثار بشكل منفرد وتوصل كلاهما إلى أنّ الآثار قد نتجت من نفس الأسنان على القطعتين. مهّدت الإدانة في هذه القضية الطريقَ لآثار العض الموجودة على الأغراض أو الجلد لتكون دليلًا في القضايا المستقبلية.
قضية أخرى مهمة في التاريخ كانت قضية (بيبول) ضد (ماركس)، التي حدثت في «كاليفورنيا» عام 1975.
تعرضت امرأة للقتل خنقًا بعد الاعتداء عليها جنسيًا. تعرضت لعضّات كثيرة على أنفها. تمّ تحديد (والتر ماركس) متهمًا وأخذوا طبعات لأسنانه. أخِذَت أيضا صور وطبعات أيضا للآثار على أنف المرأة. هذه العينات، بالإضافة إلى النماذج والقوالب تمّت معاينتها باستخدام تقنيّات متنوعة، تشمل المقارنات ثنائية الأبعاد وثلاثية الأبعاد، وأغشية «الأسيتات». قام ثلاثة خبراء بفحص الآثار على أنف المرأة وحقًا كانت ترجع بالأصل إلى (ماركس) وتمّت إدانته بالقتل غير العمد الإرادي.

## المنظمات
أربع منظمات تختص في مجال علم الأسنان الشرعي في الولايات المتحدة الأمريكية. وهذه المنظمات هي:
- مكتب طب الأسنان القانوني (the Bureau of Legal Dentistry (BOLD)
- المجلس الأمريكي لعلم الأسنان الشرعي (American Board of Forensic Odontology (ABFO)
- المجتمع الأمريكي لعلم الأسنان الشرعي (American Society of Forensic Odontology (ASFO)
- المنظمة العالمية لطب الفم والأسنان (International Organization for Forensic Odonto-Stomatology (IOFOS).

الدول الأخرى لديها جمعياتها الخاصة لعلم الأسنان الشرعي، ومنها:
- الرابطة البريطانية لعلم الأسنان الشرعي (British Association for Forensic Odontology (BAFO)
- والجمعية الأسترالية لعلم الأسنان الشرعي (Australian Society of Forensic Odontology (AuSFO).

أُنشِئَ مكتب طب الأسنان القانوني (BOLD) في عام 1996 في جامعة «كولومبيا» البريطانية ـ جامعة كولومبيا البريطانية، وذلك بهدف تطوير تقنيّات وتكنولوجيا جديدة في مجال علم الأسنان الشرعي. برنامج جامعة «كولومبيا» البريطانية هو الوحيد في «أمريكا الشمالية» الذي يعطي تدريبًا للخرّيجين في علم الأسنان الشرعي.
يُشجع مكتب طب الأسنان القانوني على استخدام عدّة طبعات سنيّة لإنشاء «تشكيلة الأسنان»، لكي تُستخدَم في تحديد هويات الأشخاص المزعوم أنّهم مقترفو الجريمة. حاليًا، تُجمَع الطبعاتُ السنيّة دليلًا للمقارنة فقط مع الأدلة المجموعة من مشتبه به معروف، الأمر الذي قد يوجّه النتائج باتجاه معين. إنّ استخدام عدة طبعات سنية من شأنه أن يقلل بشكل واضح هذا التوجيه أو التحيّز في ملاءمة آثار العض مع أسنان المشتبه به. إنّ مكتب طب الأسنان القانوني أيضًا يدعم إنشاء قاعدة للتسجيلات السنيّة، والتي يمكن أن تساعد في التحقق من فرادة الأسنان (أي رجوعها جميعًا لشخص واحد)، ويمكن إنشاء هذه القاعدة اعتمادًا على السجلات الجنائية أو سجلات مرضى الأسنان.
في عام 1984، بدأ المجلس الأمريكي لعلم الأسنان الشرعي (ABFO) بمحاولة تقليص التناقضات وزيادة صلاحية التحليل لآثار العض وذلك عن طريق وضع توجيهات منهجية. تحاول هذه التوجيهات تأسيس مصطلحات موحدة لوصف آثار العض وذلك لتقليل النتائج المنحرفة عن الصواب. يقوم الـ ABFO أيضًا بتزويد نصيحة حول كيفية جمع الأدلة وحفظها بكفاءة ونجاعة. على سبيل المثال، يوصي الـ ABFO بجمع أدلة الحمض النووي والصور المفصّلة عن آثار العض مع بعضها في مسرح الجريمة.
تعرض التوجيهات أيضًا ما الذي ينبغي على عالم الأسنان الشرعي تسجيلُه وكيفيةَ تسجيلِه، مثل المكان، المحيط، الشكل، وحجم آثار العض. ويزوّدون أيضًا نظامًا للتسجيل وذلك لتقييم مدى التطابق بين آثار العضّة والشكل الخارجي لأسنان المشتبه به. حسب الـ ABFO، فإنّ هذه التوجيهات ليست أوامرَ صادرة منهم، إنّما هي عبارة عن قائمة من الطرق المتفق عليها. إنّ هذه التوجيهات تهدف للحفاظ على الأدلة الجيدة فعليًا ومنع التخلص منها بكل بساطة لأنّ طريقة جمع عالم الأسنان الشرعي للأدلة كانت عشوائية ولا تتبع لمعاييرَ ثابتةٍ على سبيل المثال. استخدم (كوبل) و (كريغ) (Kouble and Craig) نموذجًا مبسَّطًا من توجيهات الـ ABFO بهدف الاحتفاظ بدقة أكبر وعيّنات أكثر للمقارنة.
تمّ تخصيص نتائج رقميّة لعرض مدى التشابه بين آثار العضّة ونموذج الأسنان لشخص ما. كلّما كان الرقم أكبر ازداد التشابه. من أجل تبسيط النموذج فإنّ بعض الميزات التي سُجِّلَت بشكل منفرد في توجيهات الـABFO– مثل حجم وشكل قوس الأسنان – فإنّه يتم تقييمها وتسجيلها مع بعضها البعض، بينما يتم التعامل مع الميزات المميزة والخاصة – مثل التباعد بين الأسنان- بشكل منفرد. مؤلفو هذه القوانين يعتقدون أنّ النموذج المبسط سيعزز قوة عملية المقارنة. في محاولة لتحسين التوجيهات لجمع الأدلة السنّيّة، طورت المنظمة العالمية لطب الفم والأسنان (IOFOS)أحدَ أكثر الأنظمة المشهورة في جمع الأدلة لطب الأسنان الشرعي.

## تحليل آثار العضّ
استُخدِمَ دليل أثر العضّة للمساعدة في تحديد هويات المجرمين في عدة حالات. لقد تبيّن كيف يمكن معرفة الجاني من آثار العض الموجودة على الضحيّة، على الجاني، أو على طعامٍ موجود في مسرح الجريمة، وذلك عند مقارنة هذه الآثار مع طبعات سنيّة تؤخذ لاحقًا. بعد جمع الأدلة السنية فإنّ عالم الأسنان الشرعي يقوم بتحليل ومقارنة آثار العض. أجرِيَت العديد من الدراسات لمحاولة إيجاد طرق أبسط، أكثر نجاعة، وأكثر موثوقيّةً لتحليل آثار العض.
يمكن أن تكون العضة موجودة على الضحية أو على المشتبه به؛ فالأسنان يمكن استخدامُها سلاحًا هجوميًا من قِبَلِ المعتدي، أو سلاحًا دفاعيًا من قِبَل الضحية. رغمَ أنّ آثار العض لا تشكّل سوى جزء صغير من الأدلة في مجال علم الأسنان الشرعي، إلّا إنها من أصعب وأكثر الفروع تحديا في هذا المجال. بالإضافة إلى موقع أثر العضّة، فإنّ نوع وشدّة الإصابة قد يعطي المحققَ تلميحاتٍ هامّة مثل الحالة العقليّة للمعتدي. قد توجد آثار العض أيضًا على لحم ضحيّةِ اعتداءٍ عنيفٍ، وبخاصَّةٍ البطنَ والمؤخرةَ، أو قد يُعثَر عليها على المشتبه به وتكون للضحيّة الذي حاول الدفاع عن نفسه. قد تتغير آثار العضة عند التمدد، التحرك، أو نتيجة تغيُّرات بيئية بعد العضّة. كما أنّه لا توجد مجموعة من المعايير التي يمكن من خلالها تحليل آثار العض ومقارنتها. إلى جانب القضايا الجنائية، فإنّ علماءَ الأسنان الشرعيين وأطباءَ الأسنان ذوو علاقة هامّة في تحديد هويات ضحايا كوارث جماعية، وفي هذه الحالات خاصةً تكون التسجيلات السنيّة ذات أهمية في تحديد هويات الضحايا.
هنالك عوامل قد تؤثر في دقة تحديد أثر العضة منها: التغيُّرات المعتمدة على الزمن في الجسم الحيّ، تأثيرات من المكان الذي عُثِرَ فيه على أثر العضة، الضرر في الأنسجة الرخوة، وتشابه الأسنان بين عدّة أفراد. عوامل أخرى تشمل التصوير السيِّئ، طبعات سيّئة للأسنان، أو قياسات خاطئة للأسنان وميزاتها.
معظم دراسات تحليل آثار العض تستخدم جلد الخنزير، وذلك لأنه يمكن مقارنته بجلد الإنسان، كما أنّ عضَّ إنسانٍ ما من أجل إجراء الدراسات يُعتبر عملًا غيرَ أخلاقِيٍّ في الولايات المتحدة. إنّ التقييدات الموجودة أمام دراسات آثار العض تشمل الاختلافات في بعض خصائص جلد الخنزير بالنسبة لجلد الإنسان، والتقنيّة المستخدمة لإنتاج الضغط اللازم لإنشاء آثار العض. رغمَ التشابه في الأنسجة، إلّا إنّ جلد الخنزير وجلد الإنسان يتصرفان بطريقة مختلفة من ناحيّة الفعاليّة والحركة وهذا بسبب الاختلافات في المرونة. علاوة على هذا، فإنّ العضّات الموجودة على جلد غير بشريّ بعد الوفاة، مثل العضات المستخدمة في تجارب Martin-de-las-Heras وآخرين، تعرض أنماطًا تختلف عن العضات التي نراها في الإصابات قبل الوفاة.
تقديرًا ومعرفةً منهما بوجود حدود لنتائج دراستهما، اقترح (كوبل) و (كريغ) استخدام مِرْبَط بشكل الحرف G (G-clamp) [الإنجليزية] على مِفْصَلة (articulator) في الدراسات المستقبليّة لتوحيد مقدار الضغط المستخدَم لإنتاج آثار عضة اصطناعيّة بدلًا من تطبيق ضغطٍ يدويٍّ على عيّنات لجلود الخِنزير. يمكن أن تساعد الأبحاث المستقبليّة والتطورات التكنولوجية في تقليل وجود التقييدات على النتائج.
قارن (كريج) و (كوبل) الطرق المباشرة والطرق غير المباشرة في تحليل آثار العض. الطريقة المباشرة تقوم على مقارنة نموذجٍ لأسنانِ المشتبه به بصورة ذات حجم طبيعيّ لأثر العضة. في تلك التجارب كانت المقارنات تجري بين نماذج الأسنان وبين الصور أو عينات أُخِذَت بتقنية «رفع البصمات». تقنية «رفع البصمات» –"fingerprint powder lift" تشمل غمر الجلد المعضوض بمسحوق ثمّ باستخدام شريط البصمات تنقل أثر العضة إلى ورقة من الأسيتات أسيتات.
الطرق غير المباشرة تشمل استخدام أغشية شفافة لتسجيل حوافّ عضة المشتبه به. تُصنَع هذه الأغشية الشفافة عن طريق وضع شريحة ورق من الأسيتات في فم الشخص لأخذ آثار انطباق أسنانه.
عند مقارنة الآثار المأخوذة بتقنيّة «رفع البصمات» بالصور، فإنّ الصور تعطي قيمًا أعلى حسب النسخة المنقحّة لتوجيهات الـABFO.
إنّ استخدام الأغشية الشفافة يُعتبر أمرًا غيرَ موضوعيٍّ وغير قابل للتكرار وذلك لأنّ الآثار يمكن التلاعب بها بسهولة.في المقابل، فإنّ الأغشية المنشأة عن طريق نسخ الصور – حيثُ لا يكون هنالك تتبع يدويّ للآثار – تُعتبَرُ أفضل طريقة في ملاءمة أثر العضة مع نموذج الأسنان الصحيح من بين عدّة نماذج، وذلك دون استخدام التصوير الحاسوبيّ.
رغمَ أنّ تقنيّة إنشاء الأغلفة اعتمادًا على نسخ الصور تُعتبَر حسّاسةً، موثوقةً، وغير مكلفة، فإنّ هنالك طرقًا جديدة تشمل إنشاء أغشية رقمية قد أثبتت أنّها أكثر دقّةً، ومنها التطوران التكنولوجيّان الحديثان: طريقة «تعدُّد الخطوط ثنائية الأبعاد» –2D polyline method، وطريقة الطلاء- painting method. كلتا الطريقتين تعتمدان على برنامج الفوتوشوب.
تقوم طريقة تعدد الخطوط ثنائية الأبعاد على رسم خطوط مستقيمة بين نقطتين ثابتتين في القوس السنّي، وبين حوافّ القواطع لتقدير عرض السّنِّ. أمّا طريقة الطلاء فتقوم على طلاء حوافّ القواطع في نموذجٍ للأسنان بطلاءٍ أحمرَ لمّاعٍ وثمّ تصوير النموذج وإدخاله إلى الحاسوب. يُستخدَم فيما بعد برنامج الفوتوشوب للقيام بالقياسات على الصورة. استُخْدِمَ 13 متغيّرًا في التحليل؛ التحديد في كلا الطريقتين يعتمد على المسافة بين الناب الأيمن والناب الأيسر (متغير واحد)، عرض السنّ القاطعة (4 متغيرات)، وزوايا الدوران للقواطع (8 متغيرات). تعتمد طريقة تعدد الخطوط ثنائية الأبعاد بشدّة على القياسات الدقيقة، بينما تعتمد طريقة الطلاء على نماذج دقيقة للصور. رغمَ موثوقية الطريقتين، إلّا إن طريقة تعدد الخطوط ثنائية الأبعاد أظهرت نتائجَ أكثر موضوعيةً وكفاءة.

## تقدير العمر
إنّ تحديد عمر الإنسان أصبح لا يقتصر فقط على تقدير أنماط بروز الأسنان وتآكلها، فحسب دراسات أخيرة وُجِدَت أدلة أنّ مِلاط السن، وهو النسيج المُمَعْدَن حول جذور الأسنان، يعرض أنماطًا من الترسبات السنوية، مثلما عرضَ «أغراوال-Aggrawal» تقريرًا شاملًا

## الانتقادات ضد تحليل آثار العض
مؤخرًا، استُدعِيَت المؤسسة العلمية لعلم الأسنان الشرعي، وبالأخص قسم مقارنة آثار العض إلى استجواب. في دراسة أُجرِيَت عام 1999، وجد أحد أعضاء الـ ABFO American Board of Forensic Odontology أخطاءً في تحديد الهويات بنسبة وصلت إلى 63%. ولكن، اعتمدت الدراسة على ورشة عمل غير رسمية خلال أحد لقاءات الـABFO ولهذا اعتبرها الكثير من الأعضاء دراسة علمية غير صالحة.
نُشِرَت سلسلة تحقيقات في صحيفة «منبر شيكاغو-(شيكاغو تريبيون)» بعنوان «الأطباء الشرعيون تحت المجهر» والتي فحصت انضباط العلماء الشرعيين للتأكد من أنّهم يستحقون حقًا السمعَةَ بأنّهم معصومون من الخطأ. توصل المحققون إلى أنّ مقارنة آثار العض تكون دائمة غير موضوعية وأنّه لا يوجد أي معايير متفق عليها في هذا المجال. اكتشف الصحفيّونَ أنّه لم تُجْرَ أي تجارب صارمة لاكتشاف وتيرة الأخطاء في مقارنة آثار العض، رغم أنّ إجراء التجارب للتحقق من الأخطاء أمرٌ هامٌّ وأساسي في المنهج العلمي.
المنتقدون لمقارنة آثار العضّ يستشهِدون بقضية (راي كرون) Ray Krone [الإنجليزية]، رجل من ولاية «أريزونا»، والذي اتُّهِمَ بجريمة قتل اعتمادًا على آثار عضة وجدت على صدر المرأة المقتولة. ولكنَّ دليلَ الحمض النووي فيما بعد ورَّطَ رجلًا آخر وأطلِق سراحُ (كرون) من السجن. على غرار هذه القصة هنالك قصة أخرى وهي قصة (روي براون) والذي اتُّهِمَ في قضية قتل جرّاء دليل أثر العضّة، ولكن عند تحليل الحمض النووي المستخرج من اللعاب الموجود في جراح العضّة تبيّن أنها تعود لشخص آخر.
رغم أن تحليل آثار العض يُستَخدَمُفي الإجراءات القانونية منذ عام 1870، إلا إنه يبقى موضوعًا مثيرًا للجدل بسبب تنوّع العوامل. أجرى (ديفور) دراسةً، كما وأجرى (باربينيل) و (إيفانس) دراسةً أخرى وتوصلوا جميعًا إلى أنّ دقّة أثر العضة على الجلد هي الأكثر تقييدًا. فالجلد ليسَ وسطًا جيدًا لعمل الطبعات السنية، فهناك احتمال الحصول على تشوهات. زد على ذلك أنّ أثر العضة قد يتغير إِثْرَ التمدد، الحركة، أو تغير البيئة قبل وبعد العضّة. بالإضافة لهذا، فإنّ مقدار التشوه يميل للازدياد بعد العضّ. كلتا الدراستين تفترضان أنّه من أجل تحليل أثر العضة بدّقةٍ ومصداقيةـ فإنه يجب أن يتمَّ التحليل في نفس المكان الذي وُجِدَت فيه الجثة وبنفس الوضعيّة التي عُثِرَ عليها، الأمر الذي يكاد يجعُل المهمة صعبةً إن لم تكن مستحيلة.
من النادر أن يُحدَّد مقدارُ التشوّه كمِّيًا، ولذلك، فإنّ تحليل آثار العض الموجودة في مسرح الجريمة يجري عادةً بافتراض حدوث أقل ما يمكن من التشوّهات. منذ سبعينات القرن الماضي يحاول بحثٌ واحدٌ فقط التعبيرَ عن مقدار التشوّه كميًا. هنالك قيود على هذا البحث بسبب صعوبة تنظيم الدراسات وتكلفتها الباهظة.
يُعْتَبَرُ تحليل آثار العض موضوعًا مثيرًا للجدلِ لسببٍ آخرَ هو أنّ الشكل الخارجي للأسنان يكون عرضةً للتغيُّر. فقدان الأسنان أو التغيُّرات في قَوام القوس السنّي عبرَ المراحل الشائعة عند جنس البشر. أظهرت الدراسات أنّ بداية الأمراض الفمويّة مثل التسوّس قد يغيّر في قوام القوس وشكل الأسنان، ويجبُ أخذ هذا بعين الاعتبار عند مقارنة الشكل الخارجي للأسنان مع أثر عضّة مرَّ عليها فترة زمنية كافية.
بينما تؤدي الطرق المتبعة في جمع أدلة آثار العض في مسرح الجريمة إلى نتائج موحدة أكثر من حيث المعايير، فإنّ المنهجية المتبعة في تحليل آثار العض متنوعة جدًا وذلك لأنّها تعتمد على أولوية عالم الأسنان الشرعي. هنالك طرقٌ عديدة، كما ذكرنا آنفًا، لمقارنة آثار العض، بدءًا بطريقة أخذ صور بأحجام طبيعيّة وصولًا إلى التصوير ثلاثي الأبعاد باستخدام الحاسوب. تختلف الطرق في مدى دقّة وتقارب نتائجها، ولا يوجد مجموعة من المعايير لمقارنتها أو تحليلها. إنّ نقص المعايير التحليلية يؤدي إلى مجموعة واسعة من التفاسير المعطاة لدليل أثر العضة. ولذلك فإنّ تفسير وترجمة الأدلة يعتمد بشكل كبير على خبرة عالم الأسنان الشرعي الذي يمسك بزمام القضية.
إنّ إحدى المشاكل التي تقف أمام تحليل أثر العضة هو عدم وجود التميّز والانفراديّة لأي أثر عضّة في أي قطاع سكّاني. يقوم تحليل أثر العضّة على فرضيّة أنّ الميزات السنّية للأسنان الأماميّة مختلفة بين الأفراد، ويُعتمَدُ على هذا التميّز «المؤكد» في تسجيل الإصابات. ولكن، هنالك بحث يمكن الوثوق به إلى حدٍّ ما يدعم هذه الفرضيات. أجرى (ماكفارلين) وآخرون دراسة دعمت نظرية التميّز السّنّيّ، ولكن الدراسة تركزت على التقييم البصريّ لنموذجٍ للأسنان صُنِعَ عن اعتمادًا على شكل العضة. في دراسة أخرى أجراها (سوغناس) وآخرون، حاولت مجموعة الباحثين إيجاد التميّز والانفرادية للأشكال الخارجية للأسنان بين توأمين لإثبات وجود انفراديّة عند جميع السكّان. ولكن الدراسة عانت من استخدام عينات بأحجام صغيرة (n=5) رغم النيّة في استقراء المعلومات لعامّة السكان. كما واستخدموا أيضًا نوعًا من الجِصِّ (plaster paris) لمحاكاة الجلد رغم امتلاك كلٍّ من المادتين خصائصَ مختلفةً.
في مراجعة أجراها (ستروم)، أشار إلى دراسة أجراها (بريغ) و (سكاديت) والتي افترضت أنّه يجب وجود أثر 4 إلى 5 أسنان على الأقلّ لضمان الانفرادية وتحديد هويّة صحيح. لكنّ هذه الدراسة أجرِيَت قبل زمن طويل من طرق التقييم الحالية، وهذا يضعنا في شكوكٍ حول مدى قابلية تطبيق هذه الاقتراحات في يومنا هذا.إحدى أشهر المقالات التي تحاول إعطاء معلومات عملية عن انفرادية آثار العض هي تلك التي كتبها (راوسون) وآخرون. في دراستهم، قرر الباحثون أنّه إذا تطابقت خمسُ أسنان مع خمسِ آثار للأسنان، فعندها يمكن الجزم بكل ثقة أنّ شخصًا واحدًا فقط هو من تسبّب بالعضة ولا أحدَ غيرُه، وفي حال تطابق ثماني أسنان فهذا يزيد من حسم الأمر. ولكن، في هذه الدراسة، فإنّ الاحتمالات التي تدّعي هذه النظرية تستند على فرضية أنّ موقع كلّ سن غير متعلق بمواقع الأسنان الأخرى. وهذه الاحتمالات غير واقعية إذ إنّ هنالك طرقًا عدّة تساهم في تغيير الشكل الخارج للأسنان، على سبيل المثال، فإنّ عمل تقويم للأسنان سيُنتِج قوةً على أسنان معيّنة لتحريكها.
برز النقصُ في تميّز وانفراديّة آثار العض في إحدى القضايا التي كان فيها متَّهمان بالهجوم على رجلٍ نجا بعد إصابته بعضّة. جاء طبيبا أسنان شرعيّان، لا تربطُ الواحدَ منهما علاقةٌ بآخر، يمثّل أحدُهما الادّعاء بينما يمثّل الآخر الدفاع، جاءا لتحليل أثر العضة، وقد أعطيا نتيجتيْن متناقضتيْن. اكتشف الأول أنّ الأثر يرجع إلى المتّهم «أ»، بينما قال الآخر إنّها من المتّهم «ب». نبع هذا الاختلاف من كونِ أثر العضّة لم يكن واضحَ التفاصيل رغمَ أنّ لكلٍّ من المتهميْن ميزات خاصّة لأسنانه، ولذلك من الممكن أن يكون الأثر لأيٍّ من الرجلين. إنّ هذه النتائج المريبة تقرُّ الصعوبةَ في إثبات تميّز الأسنان بين الأشخاص.
إنّ أكثر الخلافات التي تواجه تحليل آثار العضَ تنبع من نقص الأدلّة العمليّة التي تدعم التحليل. عند البحث في بيّانات MedLine بين عاميْ 1960 و1999، نجد فقط خمسين مقالةً باللغة الإنجليزية ذات علاقة بموضوع تحليل آثار العض. ومن بين المقالات الخمسين هذه، والتي نُشِرَ معظمها في سنوات الثمانين، فإنّ 8% منها فقط مبنيّة على تجارب أُعِدَّت جيدًا وتزوّدُنا بمعلومات عمليّة. إنّ النقص في الأبحاث كان السبب في استمرار الاعتماد على دراسات مقيّدة أو دراساتٍ أكل عليها الدهر وشرب لإثبات فعاليّة ونجاعة تحليل آثار العض. هذا الأمر يضعنا في حيرةٍ، هل هناك إثبات علميّ لتحليل آثار العضّ يمكن توظيفه في المحكمة أم لا؟
كان هنالك حالات عديدة التي قدّم فيها أطبّاءُ أسنانٍ شرعيون ادّعاءاتٍ، اتّهاماتٍ، وضماناتٍ دعموها بتقديرات آثار العضّ والتي أثبت علماء شرعيّون آخرون أنّها خاطئة. إنّ تحليل الحمض النووي ألقى الضوء على حدود تحليل آثار العض، إذ إنّ تحليل الحمض النووي المستخرج من أثر العضّة أثبت أنّه أكثر موثوقيّة لتحديد الهويات. في قضية (ميسيسيبي) ضد (بورن)، قام تحليل الحمض النووي بتبرئة المتهم بعد أن أدانه طبيب أسنان شرعيّ مدعيًا تطابقَ أسنانِهِ وأثرَ العضّة. أصبحَ أخذ عينّات من الحمض النووي مهمّةً من مهّام عالم الأسنان الشرعي. بالنسبة لمتحرٍّ في مسرح الجريمة، فإنّ أخذ عينات من الحمض النووي أمرٌ شائع تمامًا مثلَ التقاط صور لمسرح الجريمة. في قضيّة (ستيت) ضد (كرون)، حُكِمَ على المتّهم بالموت في بادئ الأمر ثمّ تمّت تبرئته. اتُّهِمَ (كرون) لاحقًا مرّةً أخرى ودخل السجن. كِلا الاتّهامين اعتمدا بشكلٍ كبير على دليل أثر العضة، ولكن بعد عشر سنوات اكتُشِفَ القاتلُ الحقيقي اعتمادًا على الحمض النووي وأُطلِقَ سراحُ (كرون).

## وصلات خارجية
- Evidence From Bite Marks, It Turns Out, Is Not So Elementary. New York Times; January 28, 2007
- The American Board of Forensic Odontology — a certifying body for North American and other forensic odontologists
- The American Society of Forensic Odontology – a society for all persons interested in forensic odontology
- The Australian Society of Forensic Odontology
- The British Association for Forensic Odontology
- The Armed Forces Institute of Pathology (AFIP) – a military sponsored venue for education in forensic odontology. (annual courses)
- Forensic dentistry online
- Structure Magazine no. 40, "RepliSet: High Resolution Impressions of the Teeth of Human Ancestors" by Debbie Guatelli-Steinberg, Assistant Professor of Biological Anthropology, The Ohio State University and John C. Mitchell, Assistant Professor of Biomaterials and Biomechanics School of Dentistry, Oregon Health and Science University.
- Forensic Oral Pathology Journal – FOPJ
- jfds.org